# Степанов Володимир Севастянович
Володимир Севастянович Степанов (рос. Степанов Владимир Севастьянович; 21 березня 1927, село Ковгора, тепер Кондопозького району Карелії, Російська Федерація — 14 червня 2022, Москва) — радянський державний і партійний діяч, дипломат, надзвичайний і повноважний посол, 1-й секретар Карельського обкому КПРС (1984—1989). Член ЦК КПРС у 1986—1990 роках. Депутат Верховної Ради СРСР 11-го скликання (1985—1989). Кандидат історичних наук (1962).

## Біографія
У 1950 році закінчив Московський державний інститут міжнародних відносин Міністерства закордонних справ СРСР.
У 1950—1951 роках — лектор, директор Центру лекційного бюро Комітету у справах культурно-просвітницьких установ при Раді Міністрів Карело-Фінської РСР.
У 1951—1952 роках — завідувач відділу ЦК ЛКСМ Карело-Фінської РСР.
Член ВКП(б) з 1952 року.
У 1952—1955 роках — секретар ЦК ЛКСМ Карело-Фінської РСР.
У 1955—1958 роках — голова колгоспу «Ленінський шлях» Кондопозького району Карельської АРСР.
У 1958—1961 роках — слухач Академії суспільних наук при ЦК КПРС.
У 1961—1963 роках — секретар Карельського обласного комітету КПРС.
У 1963—1973 роках — на дипломатичній роботі: радник посольства СРСР в Фінляндії.
У 1973—1979 роках — надзвичайний і повноважний посол СРСР в Фінляндії.
У 1979—1984 роках — 1-й заступник голови Ради Міністрів Карельської АРСР.
У січні — 18 квітня 1984 року — секретар Карельського обласного комітету КПРС.
18 квітня 1984 — 30 листопада 1989 року — 1-й секретар Карельського обласного комітету КПРС.
З листопада 1989 року — на пенсії

## Нагороди
- орден Леніна
- орден Трудового Червоного Прапора
- орден «Знак Пошани»
- орден Дружби народів
- орден Червоного Прапора
- фінляндський орден Великий Хрест із Зіркою
- медалі